# Sportclub Heerenveen (femminile)
Lo Sportclub Heerenveen Vrouwen, citato anche come SC Heerenveen Vrouwen o più semplicemente Heerenveen, è una squadra di calcio femminile olandese, sezione femminile dell'omonima società con sede nella città di Heerenveen.
La squadra, istituita nel 2007, fu tra le fondatrici dell'Eredivisie, il massimo livello del campionato olandese femminile di calcio, confluendo in BeNe League, il campionato congiunto belga e olandese, nelle tre stagioni disputate, per poi tornare in Eredivisie, nella quale alla stagione 2018-2019 ha partecipato per tutti i nove campionati assieme ad ADO Den Haag e Twente. I migliori risultati sportivi conseguiti sono il terzo posto conquistato nel campionato di Eredivisie 2017-2018 e la finale di Coppa dei Paesi Bassi 2010-2011 persa contro l'AZ Alkmaar.

## Colori e simboli
Il simbolo societario richiama fortemente la bandiera della Frisia, provincia nella quale il club è situato, e ad ogni match casalingo viene suonato l'inno della Frisia.
Anche la divisa casalinga richiama fortemente il connotato territoriale, essendo a strisce verticali bianco-azzurre con petali di ninfea rossa (pompeblêden) nelle parti bianche. La tenuta da trasferta è solitamente rossa o nera.

## Organico

### Rosa 2018-2019
Rosa, ruoli e numeri di maglia come da sito ufficiale e Soccerway.com aggiornati al 14 gennaio 2019.
| N. |                        | Ruolo | Calciatrice              |
| -- | ---------------------- | ----- | ------------------------ |
| 1  | Paesi Bassi (bandiera) | P     | Robin Huisman            |
| 3  | Paesi Bassi (bandiera) | D     | Noah Waterham            |
| 3  | Paesi Bassi (bandiera) | D     | Dominique Nathalie Ypema |
| 4  | Paesi Bassi (bandiera) | D     | Chantel Schouwstra       |
| 5  | Paesi Bassi (bandiera) | D     | Lieke Huls               |
| 6  | Paesi Bassi (bandiera) | C     | Caroline Verleg          |
| 8  | Paesi Bassi (bandiera) | D     | Elise Meijerink          |
| 9  | Paesi Bassi (bandiera) | A     | Fenna Kalma              |
| 10 | Paesi Bassi (bandiera) | A     | Nathalie van den Heuvel  |
| 11 | Paesi Bassi (bandiera) | A     | Dayna Schra              |
| 12 | Paesi Bassi (bandiera) | C     | Melanie Bross            |
| 13 | Paesi Bassi (bandiera) | D     | Wielle Douma             |
| 14 | Paesi Bassi (bandiera) | C     | Laura Strik              |

| N. |                        | Ruolo | Calciatrice          |
| -- | ---------------------- | ----- | -------------------- |
| 15 | Paesi Bassi (bandiera) | C     | Dana Philippo        |
| 16 | Paesi Bassi (bandiera) | P     | Justine van der Werf |
| 17 | Paesi Bassi (bandiera) | A     | Lindsey Keizerweerd  |
| 18 | Paesi Bassi (bandiera) | C     | Kerstin Casparij     |
| 19 | Paesi Bassi (bandiera) | A     | Tiny Hoekstra        |
| 20 | Paesi Bassi (bandiera) | A     | Elze Huls            |
| 21 | Paesi Bassi (bandiera) | A     | Kim van Velzen       |
| 22 | Paesi Bassi (bandiera) | A     | Suzanne Admiraal     |
| 23 | Paesi Bassi (bandiera) | P     | Devi Venema          |
| 24 | Paesi Bassi (bandiera) | D     | Esmay Bruil          |
|    | Paesi Bassi (bandiera) | D     | Lindsey Keizerweerd  |
|    | Paesi Bassi (bandiera) | A     | Quinty Sabajo        |

### Staff tecnico
- Jan Schulting - Allenatore